# Fermatprimtal
Fermatprimtal, uppkallade efter Pierre de Fermat, som först studerade dem, är primtal som kan skrivas på formen:
{\displaystyle F_{n}=2^{2^{n}}+1}
där n är ett naturligt tal. Det finns endast fem kända Fermatprimtal: 3, 5, 17, 257 och 65537, vilka fås då n är 0, 1, 2, 3 respektive 4. Det är inte känt om det finns oändligt många Fermatprimtal.
Carl Friedrich Gauss bevisade att det finns ett förhållande mellan konstruktionen av regelbundna månghörningar och Fermatprimtal: en regelbunden n-polygon kan konstrueras med passare och linjal om och endast om n är en potens av 2 eller produkten av en potens av 2 och olika Fermatprimtal.
Fermat förmodade att alla Fermattal var primtal, men Leonhard Euler visade 1732 att {\displaystyle F_{5}} inte är ett primtal. 
{\displaystyle F_{5}=2^{2^{5}}+1=2^{32}+1=4~294~967~297=641\cdot 6~700~417.}
Det har senare visats att inga av de följande fermattalen Fn upp till och med {\displaystyle n=32} är primtal.